# Enzo Gabriel Martínez
Enzo Gabriel Martínez Suárez (Artigas, Uruguay, 29 de abril de 1998) es un futbolista uruguayo que juega como defensa en Gimnasia y Esgrima La Plata de la  Primera División de Argentina.

## Trayectoria

### Juveniles
Hizo todas las inferiores en Peñarol, perteneciendo a la generación 98', siendo compañero de Federico Valverde, Diego Rossi, Santiago Bueno, Martín Chaves, Franco Martínez, Fabián Píriz, entre otros.
Justamente en el período en inferiores, tuvo presencia en las juveniles de la selección nacional.

### Profesional
El 29 de abril de 2018, en el José Nasazzi, tuvo lugar su debut profesional. El partido en el que ingresó, contra Progreso, correspondía a la fecha 14 del Torneo Apertura 2018, resultando 1-0 a favor de Peñarol.
Durante el resto de 2018 logró disputar un encuentro más, frente al Defensor Sporting Club, el 7 de junio, partido en el que el club carbonero venció 3-1. Sumó 147' minutos ese año.
En 2019,comenzó perfilándose de titular en el Manya debido a los sucesivos traspasos de Ramón Arias y Carlos Rodríguez, incluso disputó de titular amistosos de pretemporada y la Supercopa de ese año contra el clásico rival, Nacional, siendo definido por penales, ganando este último.
Pasó a ser suplente debido a la llegada del experimentado Cristian Lema, quien llegó al conjunto Mirasol desde el S. L. Benfica de Portugal. Precisamente en ese país viviría su primera experiencia en el fútbol europeo al ser cedido al C. D. Tondela en septiembre de 2020.
En julio de 2021 pasa a integrar el equipo de Vélez Sarsfield de Argentina pero solo disputa 3 encuentros y convierte un gol, quedando libre en diciembre del mismo año.
Entre los años 2022 y 2023 recorre tierras mexicanas y forma parte del Querétaro y del Pachuca.
En agosto de 2023, llega en calidad de jugador libre al Defensor Sporting de Uruguay. En marzo de 2024 pasa al Liverpool de su país natal.
En julio de 2024 llega como jugador libre a formar parte del plantel de Gimnasia y Esgrima La Plata de la Primera División de Argentina. En diciembre de 2024 sufre una lesión ligamentaria de la cual se recupera en agosto de 2025.

## Estadísticas
Actualizado al último partido disputado el 08 de diciembre de 2024.
| Club                                  | Div.          | Temporada     | Liga  | Liga  | Copas nacionales | Copas nacionales | Copas internacionales | Copas internacionales | Total | Total |
| Club                                  | Div.          | Temporada     | Part. | Goles | Part.            | Goles            | Part.                 | Goles                 | Part. | Goles |
| ------------------------------------- | ------------- | ------------- | ----- | ----- | ---------------- | ---------------- | --------------------- | --------------------- | ----- | ----- |
| Peñarol · Uruguay                     | 1.ª           | 2018          | 2     | 0     | 0                | 0                | 0                     | 0                     | 2     | 0     |
| Peñarol · Uruguay                     | 1.ª           | 2019          | 16    | 1     | 1                | 0                | 3                     | 0                     | 20    | 1     |
| Peñarol · Uruguay                     | 1.ª           | 2020          | 3     | 0     | 0                | 0                | 1                     | 0                     | 4     | 0     |
| Peñarol · Uruguay                     | 1.ª           | 2021          | 0     | 0     | 0                | 0                | 0                     | 0                     | 0     | 0     |
| Peñarol · Uruguay                     | Total club    | Total club    | 21    | 1     | 1                | 0                | 4                     | 0                     | 26    | 1     |
| C. D. Tondela Portugal                | 1.ª           | 2020-21       | 29    | 0     | 2                | 0                | 0                     | 0                     | 31    | 0     |
| C. D. Tondela Portugal                | Total club    | Total club    | 29    | 0     | 2                | 0                | 0                     | 0                     | 31    | 0     |
| Vélez Sarsfield Argentina             | 1.ª           | 2021          | 3     | 1     | 0                | 0                | 0                     | 0                     | 3     | 1     |
| Vélez Sarsfield Argentina             | Total club    | Total club    | 3     | 1     | 0                | 0                | 0                     | 0                     | 3     | 1     |
| Querétaro · México                    | 1.ª           | 2022/2023     | 22    | 0     | 0                | 0                | 0                     | 0                     | 22    | 0     |
| Querétaro · México                    | Total club    | Total club    | 22    | 0     | 0                | 0                | 0                     | 0                     | 22    | 0     |
| Pachuca · México                      | 1.ª           | 2023          | 8     | 1     | 0                | 0                | 0                     | 0                     | 8     | 1     |
| Pachuca · México                      | Total club    | Total club    | 8     | 1     | 0                | 0                | 0                     | 0                     | 8     | 1     |
| Defensor Sporting · Uruguay           | 1.ª           | 2023          | 10    | 0     | 1                | 0                | 0                     | 0                     | 11    | 0     |
| Defensor Sporting · Uruguay           | Total club    | Total club    | 10    | 0     | 1                | 0                | 0                     | 0                     | 11    | 0     |
| Liverpool · Uruguay                   | 1.ª           | 2024          | 16    | 0     | 0                | 0                | 5                     | 0                     | 21    | 0     |
| Liverpool · Uruguay                   | Total club    | Total club    | 16    | 0     | 0                | 0                | 5                     | 0                     | 21    | 0     |
| Gimnasia y Esgrima La Plata Argentina | 1.ª           | 2024          | 10    | 0     | 1                | 0                | 0                     | 0                     | 11    | 0     |
| Gimnasia y Esgrima La Plata Argentina | 1.ª           | 2025          | 0     | 0     | 0                | 0                | 0                     | 0                     | 0     | 0     |
| Gimnasia y Esgrima La Plata Argentina | Total club    | Total club    | 10    | 0     | 1                | 0                | 0                     | 0                     | 11    | 0     |
| Total carrera                         | Total carrera | Total carrera | 119   | 3     | 5                | 0                | 9                     | 0                     | 133   | 3     |

## Palmarés

### Títulos nacionales
| Título              | Club          | País    | Año  |
| ------------------- | ------------- | ------- | ---- |
| Torneo Clausura     | C. A. Peñarol | Uruguay | 2018 |
| Campeonato Uruguayo | C. A. Peñarol | Uruguay | 2018 |